# ريم المرزوقي
ريم المرزوقي، هي مهندسة إماراتية، وهي أول إماراتية تحصل على براءة اختراع من الولايات المتحدة الأمريكية لتصميمها سيارة يمكن قيادتها دون استخدام اليدين.

## سيرتها
حصلت ريم على درجة البكالوريوس في هندسة العمارة من جامعة الإمارات العربية المتحدة. أثناء الدراسة، عملت في مجال الاستشارات الهندسية في دبي وأبوظبي بما في ذلك مساندة في إدارة البناء والتصميم في شركة لإدارة المرافق. بالنسبة لعملها الهندسي، حازت على المركز الثاني في مسابقة مهارات النجارة الوطنية الإماراتية وكانت الأنثى الوحيدة المشاركة.

## براءة الأختراع
حصلت ريم على براءة اختراع من الولايات المتحدة عن اختراعها «نظام تحكم بملاحة مركبة بواسطة الأطراف السفلية».
يستخدم النظام رافعة توجيه، وهي ذراع تسارع وذراع فرامل يتحكم بها كلياُ بواسطة القدم، ما يتيح للشخص قيادة السيارة دون استخدم الجزء العلوي من الجسم. هذا النظام هو الأول من نوعه وتسعى جامعة الإمارات العربية المتحدة إلى الحصول على براءة اختراع له في اليابان والصين والاتحاد الأوروبي،
وهو أحد أميز نجاحات برنامج تكامل.
خطرت فكرة هذا الاختراع لريم بعد أن شاهدت مقابلة تلفزيونية على إنسايد إيديشن مع جيسيكا كوكس، وهي أول طيارة دون ذراعين تحصل على رخصة قيادة، فقد عبرت في المقابلة على الصعوبات التي تواجهها في قيادة السيارات لمسافات طويلة باستخدام الأقدام فقط. كما ذكرت مشكلة توقيف الشرطة لها لانتهاكها قواعد السلامة. عندما اقتربت لأول مرة من أستاذها برسوماتها وأفكارها، رفضها في البداية وطلب منها التركيز على دراستها بدلاً من الاختراع. ولكن بعد رؤية الرسومات، شجع الأستاذ المرزوقي على التقدم بطلب للحصول على براءة اختراع أمريكية. وهذا يشير إلى عقليتها في حل المشكلات - حل المشكلات الحقيقية بدلاً من الاختراع بلا تفكير.
شاركت ريم منذ ذلك الحين في معرض إكسبو الدولي للعلوم. وقد أُدرج اختراعها في معرض «تاريخ العالم في 100 شيء» في المتحف البريطاني، كما أنه معروض في منارة السعديات في أبو ظبي منذ آب (أغسطس) 2014. لقد مثلت المستقبل، وأشاد بها نيل ماكجريجور، مدير المتحف البريطاني، باعتبارها "مثالاً رائعًا للبشر الذين يسعون جاهدين للعثور على أشياء جديدة".
بناءً على إنجازاتها الأكاديمية وأنشطتها اللامنهجية، اختيرت ريم من قبل أكاديمية الإنجاز للمشاركة كمندوبة للابتكار والتكنولوجيا لعام 2014 في القمة الدولية السنوية الحادية والخمسين في سان فرانسيسكو، كاليفورنيا.
كما تحمل المرزوقي رقمين قياسيين في موسوعة غينيس، وكلاهما سجل في عام 2014: أكبر علم مرفوع بواسطة بالونات الهيليوم، وأطول فستان زفاف. صممت ريم كلا العملين واستعانت بنادي دبي للمعاقين للعمل على فستان الزفاف لتسليط الضوء على مواهبهم. كما ظهرت المرزوقي أيضًا في قائمة مجلة أرابيان بيزنس لأكثر 50 امرأة تأثيرًا في العالم العربي في عام 2018 وقائمة أذكى 100 شخص في الإمارات العربية المتحدة.
منذ تخرجها من الجامعة، تعمل ريم مع مطار أبو ظبي في مشروع تحديث مبنى المطار الجديد. يهدف هذا المشروع إلى تحويل مطار أبو ظبي إلى مركز طيران متقدم من الناحية التكنولوجية.